# Авлеев, Руслан Шамильевич
Руслан Шамильевич Авлеев (6 июня 1976, РСФСР, СССР) — российский баскетболист; функционер. Мастер спорта России международного класса (2000).

## Биография
Баскетболом начал заниматься в Казани. 
Выступал за такие клубы как УНИКС (1998–2001), ЦСКА (1996/97), «Урал-Грейт» (2001/02, 2003/04) и итальянскую «Болонью» (2002/03).
Участник Олимпийских игр 2000 года.
Известен тем, что 7 ноября 2000 года в игре УНИКС (Казань) – «Бешикташ» (Турция) из-за спорного момента Авлеев сначала бросил в судью мячом, а затем ударил его кулаком, после чего ударил его ногой по голове. ФИБА дисквалифицировала Авлеева на два года. УНИКС оштрафовали на 20 000 немецких марок. РФБ чуть позднее повторила вердикт ФИБА. Через 5 месяцев дисквалификацию отменили. После игры с «Бешикташем» имя Руслана Авлеева стало в некотором роде нарицательным. Фанаты с трибун часто грозили судьям расправой «в стиле Авлеева». Руслана называли «русским Баркли» в честь известного провокативной манерой игры легенды НБА Чарльза Баркли.
«В Казани был культ Авлеева. Он по национальности татарин, был любимчиком публики. Что делало его уникальным? Во-первых, он забивал чуть ли не 100 процентов штрафных. Во-вторых, был очень силен физически – его практически невозможно было остановить. Я умел находить с ним общий язык...»
, — слова президента УНИКСа Евгения Богачева.

## Достижения
- Чемпион России: 1996/97, 2001/2002
- Обладатель Кубка России: 2003/2004